# Resjef

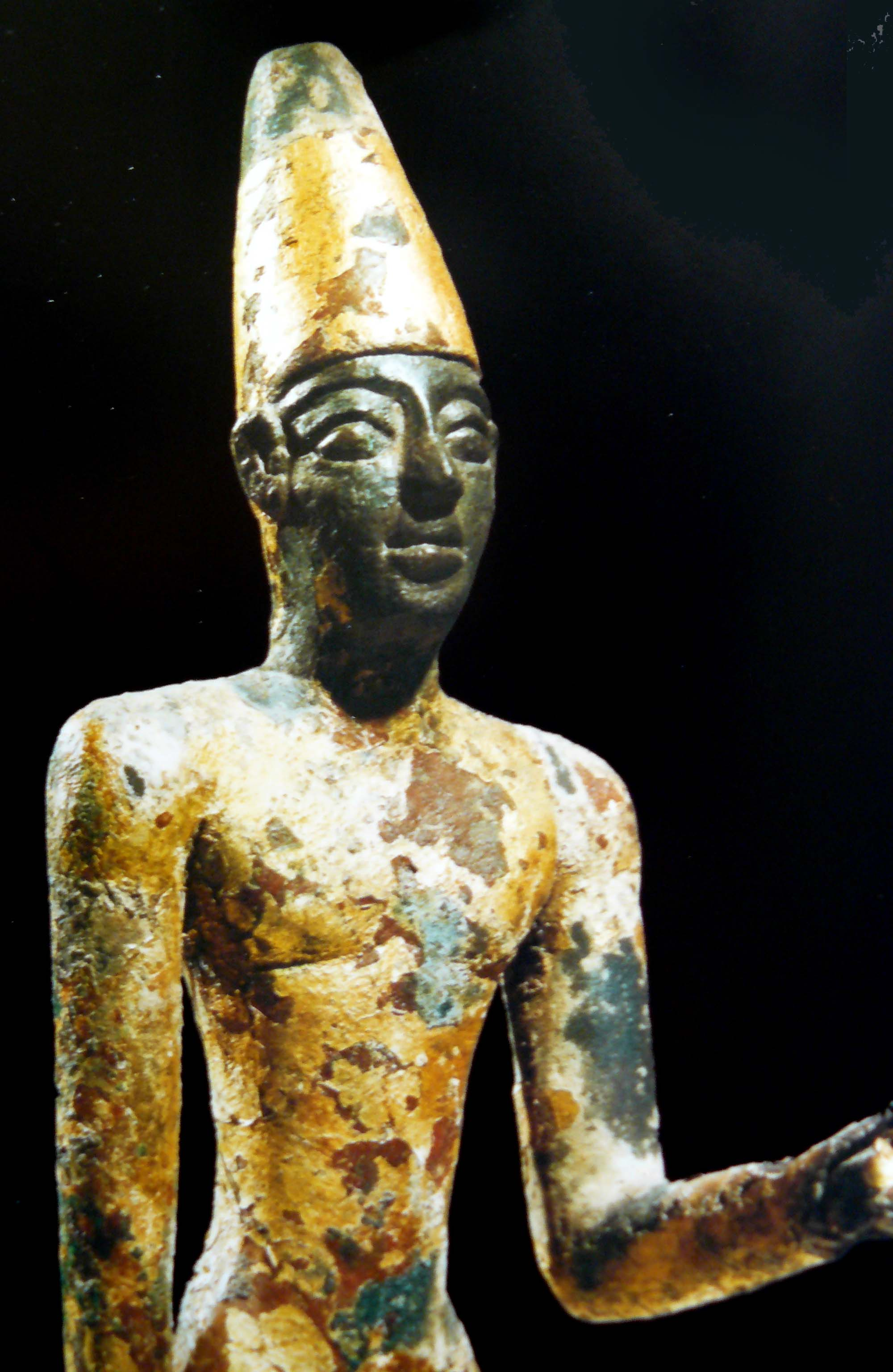
Een beeldje van Resjef in het museum van Beiroet

Resjef, Resjep of Resef (Engels: Reshef) was in de Fenicische mythologie en in Ugarit de god van de bliksem en van de plagen. Als zijn echtgenote werd soms Anat beschouwd. Hij werd ook Hadad genoemd. Een epitheton van hem was "Heer van de Pijl". Resjef is van oorsprong een West-Semitische (Syrische) godheid. In Babylonië wordt hij slechts zelden genoemd. De naam Resjef komt al voor in teksten uit de 25e eeuw v.Chr. en de precieze etymologie is niet helemaal duidelijk. De naam kan in verband gebracht worden met het Akkadische bijvoeglijk naamwoord rašbu(m) dat "verschrikkelijk, gruwelijk" betekent. In Joodse kringen wordt het vaak in verband gebracht met rešep dat "brandend, gloeiend of koortsig" betekent, maar dat stamt van zo'n 2000 jaar later. Mogelijk heeft de ene betekenis echter wel tot de andere geleid.
Alhoewel deze god ook werd ingeroepen voor genezing, was hij het die overal rond zich ziekte en dood verspreidde. Hij was wat dat betreft het equivalent van de Mesopotamische god Namtar, die voor zestig ziekten instond en de zoon van Eresjkigal was. Resjef werd afgebeeld met hoog puntig toelopende haartooi.

## Ebla
In het Ebla van de 24e eeuw v.Chr. was hij een belangrijke godheid. Alleen Nidakul ontving meer schapen ten offer dan hij. Zijn naam werd er geschreven als dra-sa-ap, dra-sa-ap tù-ne-épki (Resjef van Tunip), dra-sa-ap à-tá-niki  (Resjef van Atani) of dra-sa-ap gú-nu  (Resjef van Gunum). Als zijn gemalin wordt vaak Adamma genoemd. De naam Resjef wordt vaak teruggevonden als theofoor element in persoonsnamen. Er zijn er zo'n 60 bekend uit Ebla, waarvan de bekendste en-na-dra-sa-ap  (Hinna-Rasap) is, die zo iets als "Resjef-ontferm-u" betekent. Een andere is i-ti-dra-sa-ap (Yitti-Rasap) die "Resjef heeft gegeven" betekent.

## Mari, Tuttul, Terqa
Hij werd ook vereerd in een stad als Mari. In de tijd vóór Sargon werd daar zijn naam geschreven as dra-sa-pa-an met een achtervoegsel dat mogelijk van Hurritische oorsprong is. Later werd zijn naam hier, zowel als in Tuttul en Terqa dru-uš-pa-(a)-an

## Ugarit

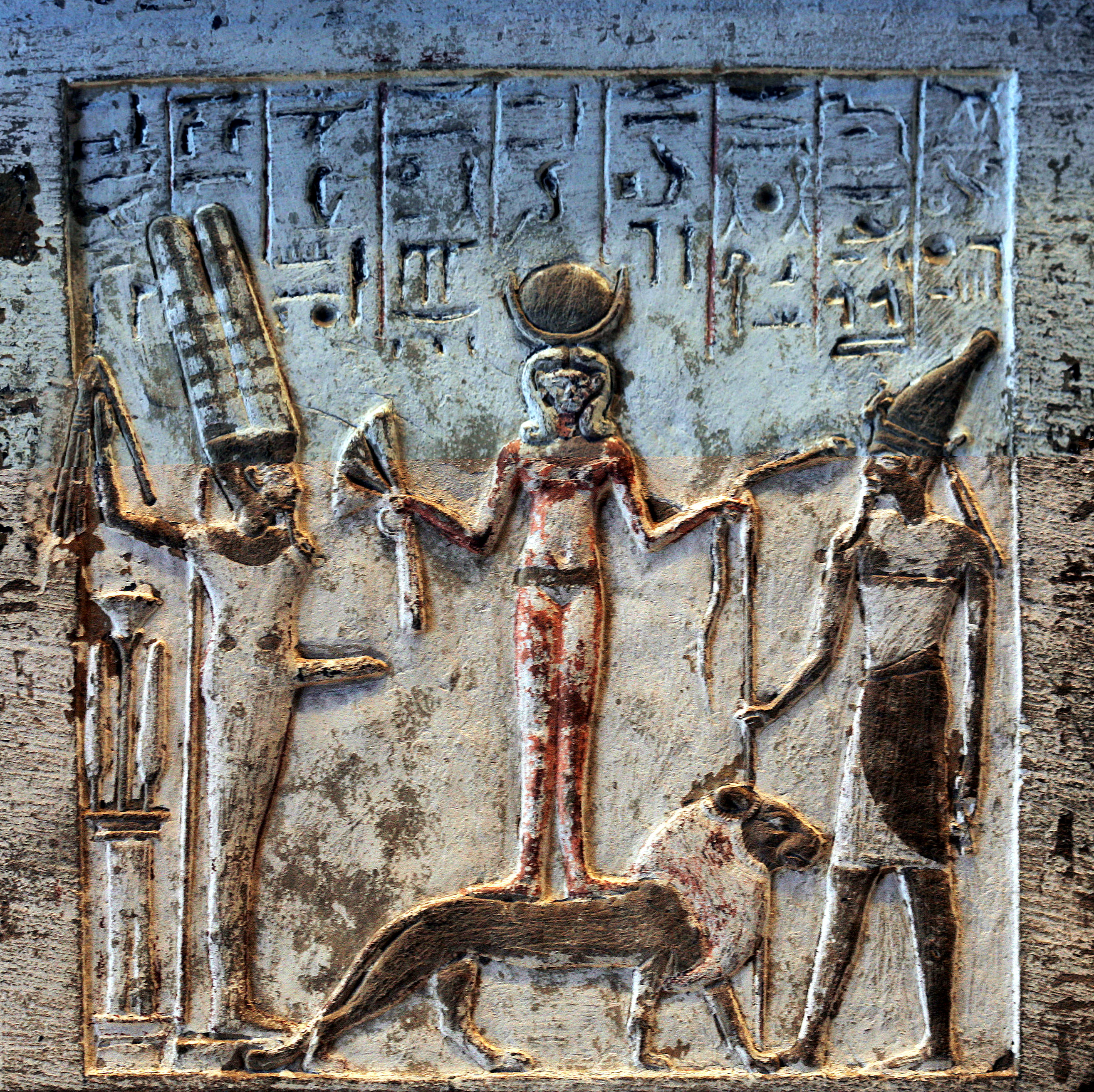
Stèle met Qadesj, Reshep en Min

De meest talrijke bronnen over Resjef komen uit Ugarit. Deze bronnen dateren uit de 15e eeuw tot de datum waarop de stad verwoest werd, rond 1190 v.Chr. Hier zijn ook enige bronnen van rituele of mythologische aard bij. Een van de bronnen staat bekend als het epos van Keret waarin koning Keret al zijn vrouwen verliest:

.. de derde stierf [hoewel ze] gezond [was], de vierde van de pest, de vijfde werd door Resjef weggenomen, de zesde [door de jongens van?] Yam, de zevende viel aan het wapen ten prooi.

Hoewel de tekst niet overal helemaal duidelijk is, speelt Resjef hier wel duidelijk de rol van de brenger van dood en verderf. In het verdere epos echter trouwt Keret later opnieuw en krijgt hij weer nakomelingen en komen de goden op bezoek om hem te zegenen, waaronder ook ršp zbl, prins(?) Resjef, zoals hij in het alfabetische schrift bekendstaat.
In Ugarit wordt Resjef vaak vereenzelvigd met de Mesopotamische godheid Nergal en soms schrijft men diens naam (als dMAŠ.MAŠ, d GÌR.UNU.GAL(.LA) of dKAL) als men Resjef bedoelt. Ook de Hurritische vorm van de naam Irshappa komt voor. Ook in Ugarit is Resjef een populair theofoor element voor persoonsnamen.

## Egypte
Resjef werd ook in het Egyptisch pantheon opgenomen. Daar was hij een oorlogsgod en werd hij afgebeeld met een schild in de linkerhand en de andere zwaaiend met een bijl, of ook met een bolbliksem. Zijn symbooldieren waren de gier en de gazelle. Het is bekend dat de Hyksos deze godheid vereerden, samen met andere Semitische godheden zoals Ashtoreth en Anath. Hij wordt wel vereenzelvigd met een oudere Egyptische godheid Herisjef en zijn Obeliskentempel. Na de Hyksostijd duikt zijn naam op in de tijd van vele koningen: Amenhotep II, Toetmosis IV, Horemheb, Ramses II, Merenptah (?), Ramses III (in Medinet Habu), Nectanebo II en Ptolemaeus III Euergetes I.

## Andere plaatsen
In de Fenicische tekst van Karatepe wordt hij genoemd en in het Luwisch wordt hij weergegeven door een hertenkop met een gewei als glief. Op Cyprus wordt hij vaak Resjef-Mekal genoemd. Ook in Sidon werd hij vereerd en komt zijn naam voor op het zegel van Adummu en op een zegel van diens zoon. Resjef had later een tempel in Carthago.

## De Bijbel
In de Bijbel wordt het woord resjef een zestal malen genoemd en gewoonlijk vertaald met woorden als 'koorts', zoals in Habakkuk 3:5

Voor Hem uit gaat de pest en de koorts volgt Hem op de voet.

Aker · Amaoenet · Ammit · Amenhotep, zoon van Hapoe · Amon · Amon-Re · Amset · Anat · Andjeti · Anhoer · Anubis · Anoeket · Apedemak · Apepi · Apis · Arensnuphis · Astarte · Atoem · Aton · Baäl · Baälat · Bat · Banebdjedet · Bastet · Benben · Benoe · Bes · Buchis · Chentiamentioe · Chepri · Chons · Doeamoetef · Geb · Hapy (Nijlgod) · Hapy (zoon van Horus) · Harmachis · Harpocrates · Hathor · Hatmehyt · Heh en Hehet · Heka · Heket · Herisjef · Hesat · Horus · Hoe · Iaret · Imhotep · Ishtar · Isis · Isis-Sothis · Kebehsenoef · Kek · Chnoem · Maät · Mandulis · Mentoe · Meretseger · Mesechenet · Min · Miysis · Mnevis · Moet · Naoenet · Nechbet · Nechen en Pe · Nefertem · Neith · Nennoe · Nephthys · Noen · Noet · Osiris · Pachet · Ptah · Qetesh · Ra · Renenoetet · Renpit · Resjef · Satet · Sechmet · Selket · Serapis · Sesjat · Seth · Sjoe · Sobek · Sokaris · Sopdet · Ta-Bitjet · Tabh · Tatenen · Taweret · Tefnoet · Thoth · Wadjet · Wepwawet · Werethekaoe ·